# Данка Ковинић
Данка Ковинић је професионална црногорска тенисерка. Најбољу позицију на ВТА листи остварила је 22. фебруара 2016. заузевши 46. место. Исте године, остварила је и најбољи пласман на листи дубл играча. 20. јуна њено име се нашло на 67. месту светске тениске ранг листе.

## Каријера
Каријеру је започела у ТК СБС са нешто више од седам године. Након три године рада у клубу из Херцег Новог, преселила се у Београд и постала члан ТК Црвена звезда. У Звезди је започела сарадњу са тренером Вељком Радојичићем који је и данас део њеног тима. У међувремену, у тим тренера прикључио се и Светко Бјелотомић. 
Професионалну каријеру започела је 2010. године. На свом првом ВТА турниру у Будимпешти постала је прва Црногорка која је стигла у четвртфинале једног тениског такмичења. 
Прве победе на Гренд слем турнирима уписала је 2015, и то на Ролан Гаросу и УС Опену, а исте године стигла је до првог финала једног ВТА турнира. У финалном мечу Тјанђин Опена 2015, Данка је поражена од Агњешке Радвањске са 2:0 по сетовима.
На Олимпијским играма 2016. такмичење је завршила у првом колу поразом од Монике Пуиг, касније освајачице златне медаље.

## Награде
- Награда Олимпијског комитета Црне Горе за изванредне резултате у 2015. години.[1]
- Награда Тениског Савеза Црне Горе за најбољу тенисерку земље у 2019. години[2]